# Helvellyn (Oper)
Helvellyn ist eine englische Oper in vier Akten. Die Musik wurde von George Alexander Macfarren komponiert.  Das Libretto stammt von John Oxenford nach Der Sonnwendhof von Salomon Mosenthal. Die Oper wurde am 3. November 1864 in London uraufgeführt.

## Handlung
Die folgende Inhaltsangabe basiert auf der Rezension der Uraufführung im Observer vom 6. November 1864.

### Erster Akt
Der erste Akt spielt am Fuß des gleichnamigen Bergs in Cumbria. Mabel, die Witwe eines reichen Farmers, befindet sich inmitten ihrer Leute, die mit dem Einfahren einer reichen Ernte beschäftigt sind. Mit besonderer Gunst betrachtet sie ihren jungen Vorarbeiter Martin, dem sie die Verwaltung ihrer Farm anvertraut. Während der Erntefests bittet Hannah, ein armes Bettelmädchen, um Essen und Obdach, was ihr von der stets großzügigen Mabel gewährt wird. Ein weiterer zerlumpter Besucher erregt ebenfalls ihre Aufmerksamkeit: Luke, der verlorene Sohn des Bruders ihres verstorbenen Gatten. Luke, der lange abwesend war, ist jedoch nicht mit löblichen Absichten in das Dorf zurückgekehrt. Er behauptet, beweisen zu können, dass ihm aufgrund seines Geburtsrechts die Hälfte des von Mabel bewohnten Anwesens zustehe. Diese Ankündigung veranlasst Mabel zu einer Reise nach London, um Beweise für ihr Recht zu suchen.

### Zweiter Akt
Der auf der Farm verbliebene Luke amüsiert sich unterdessen mit offenen Aufmerksamkeiten für Hannah, deren bescheidenes Betragen bereits den Vorarbeiter Martin zu einer geheimen, aber unwiderstehlichen Leidenschaft veranlasst hat. Die Rückkehr Mabels mit einer Abschrift des Testaments, das ihr Eigentum an der Farm bestätigt, führt zum sofortigen Hinauswurf Lukes. Mabel deutet an, dass sie Martin heiraten wolle, um ihm offiziell das Recht zu geben, sie zu schützen. Auf diese Ankündigung reagiert Martin mit Betroffenheit, da er, wie gesagt, Hannah liebt, und die Erfüllung seiner Liebe der vorgeschlagenen goldenen Zukunft vorzieht.

### Dritter Akt
Mabel zweifelt an der Aufrichtigkeit Martins und betrachtet die unglückliche Hannah mit kaum verhohlener Eifersucht, obwohl diese ihrem Verehrer keine Gegenliebe gestanden hat. Hannah ist außerdem Opfer eines mysteriösen Unglücks: Sie ist die Tochter eines vermeintlichen Brandstifters, zu dessen Verbrechen die Zerstörung einer Gießerei in der Nähe der Farm einige Jahre zuvor zählte. Dadurch hatten unzählige unschuldige Personen ihre Arbeit verloren. Im Verlauf der Handlung wird häufig auf dieses schreckliche Ereignis angespielt, und es gibt wenig Zweifel daran, dass Luke der eigentliche Schuldige ist.

### Vierter Akt
Hannah selbst enthüllt die Wahrheit über den Brand, als sie Luke, jetzt wahnsinnig vor Zorn darüber, von der Farm vertrieben worden zu sein, wie bei einer neuerlichen Brandstiftung mit einer Fackel erblickt und sich plötzlich in einer Vision an ihre Kindheit erinnert. Luke versucht, sie daran zu hindern, ihn als den Verbrecher zu entlarven. Sie wird jedoch von Steenie, einem mürrischen alten Bediensteten der Farm, unterstützt. Luke versucht, vor dem Zugriff seiner Ankläger zu fliehen und findet sich am Rande einer Schlucht wieder. Er versucht, sich an einem Baum festzuhalten, doch dieser wird von einem Blitz getroffen und stürzt mit Luke in den Abgrund.

## Musiknummern
Die Musiknummern sind im Klavierauszug folgendermaßen bezeichnet:
- Illustrated Overture

Erster Akt
- Nr. 1. Introduction: „What’s that?“ (Steenie, Chor)
- Nr. 2. Recitative: „While supper’s getting ready“ (Steenie, Chor)
- Nr. 2a. Song: „The sky with crimson“ (Steenie, Chor)
- Nr. 3. Recit: „You all are here“ (Mabel, Martin, Chor)
- Nr. 3a. Song: „A blessing on the harvest fall“ (Martin)
- Nr. 4. Recit: „A blessing“ (Mabel, Martin)
- Nr. 4a. Quartett with Chorus: „Who comes yonder“ (Hannah, Mabel, Martin, Steenie, Chor)
- Nr. 5. Recit & Song: „O Providence“ – „When my ample store“ (Mabel)
- Nr. 6. Finale: „Of all the trades“ (Mabel, Martin, Luke, Steenie, Chor)
- Nr. 6a. Quartett with Chorus: „Every thought“ (Mabel, Martin, Luke, Steenie, Chor)

Zweiter Akt
- Nr. 7. Scena: „For nearly a month“ (Luke)
- Nr. 8. Recit: „Take this“ (Hannah, Luke, Chor)
- Nr. 8a. Duet with Chorus: „Come here my pretty dear“ (Hannah, Luke, Chor)
- Nr. 9. Part Song: „Harvest home“ (Chor)
- Nr. 10. Recit: „Well done brave hearts“ (Hannah, Martin)
- Nr. 10a. Ballad: „Wear this flower and think of me“ (Martin)
- Nr. 11. Harvest Home Scene (Hannah, Mabel, Martin, Steenie, Chor)
- Nr. 11a. Song with Chorus: „Here’s a health to our worthy master“ (Luke)
- Nr. 12. Recit: „She’s gone“ (Mabel, Martin)
- Nr. 12a. Trio: „Zooks this is a glorious place“ (Mabel, Martin, Luke)
- Nr. 13. Scena: „She loves me“ (Martin)
- Nr. 13a. Romance: „She is my appointed fate“ (Mabel)

Dritter Akt
- Nr. 14. Chorus: „Here you may lead a tranquil life“ (Chor)
- Nr. 15. Aria: „On my heart a weight“ (Hannah)
- Nr. 16. Recit: „Yes there she sits“ (Martin)
- Nr. 16a. Duet: „The generous Mabel“ (Hannah, Martin)
- Nr. 16b. Duettino: „The thought that so long“ (Hannah, Martin)
- Nr. 17. Recit: „Nay, Hannah“ (Martin)
- Nr. 17a. Romance: „Oh Hannah, Hannah, Hannah speak“ (Martin)
- Nr. 18. Finale: „How calm and bright“ (Hannah, Mabel, Martin, Luke, Steenie, Chor)
- Nr. 18a. Duet: „The brightest hope“ (Hannah, Mabel)

Vierter Akt
- Nr. 19. Entr’acte
- Nr. 19a. Romance: „Wildly flies my spinning whell“ (Mabel)
- Nr. 20. Recit: „Mistress“ (Mabel, Martin)
- Nr. 20a. Duet: „To Helvellyn poor i came“ (Mabel, Martin)
- Nr. 21. Finale: „I have toil’d up the hill“ (alle)
- Nr. 21a. Song: „I’ve watched him“ (Hannah)

## Werkgeschichte
Bei der Uraufführung am 3. November 1864 in Covent Garden sangen Euphrosyne Parepa (Mabel), Helen Lemmens-Sherrington (Hannah), Alberto Lawrence (Luke), Henry Corri (Old Steenie) und Henry Haigh (Martin). Das Orchester wurde von John Tiplady Carrodus geleitet und von Alfred Mellon dirigiert. Es gab ungefähr 18–20 Vorstellungen.

## Zeitgenössische Berichte
- The Observer vom 6. November 1864, S. 6.
- The Musical World vom 5. November 1864, S. 706–707.
- The Musical World vom 19. November 1864, S. 737.
- The Musical World vom 26. November 1864, S. 755–756.
- The Musical Standard vom 19. November 1864, S. 161–162.
- The Reader vom 12. November 1864, S. 617.
- The Reader vom 19. November 1864, S. 649–650.
- The Orchestra vom 12. November 1864, S. 105–106.
- The Athenaeum vom 12. November 1864, S. 642.
- The Musical Monthly vom Dezember 1864, S. 190–191.